# Бугульминка
Бугульминка (баш. Бөгөлмә) — деревня в Альшеевском районе Башкортостана, Россия. Относится к Воздвиженскому сельсовету.

## История
Статус деревня посёлок приобрёл согласно Закону Республики Башкортостан от 20 июля 2005 года N 211-з «О внесении изменений в административно-территориальное устройство Республики Башкортостан в связи с образованием, объединением, упразднением и изменением статуса населенных пунктов, переносом административных центров», ст.1

6. Изменить статус следующих населенных пунктов, установив тип поселения — деревня:

…

2) в Альшеевском районе:

ж) поселка Бугульминка Воздвиженского сельсовета

## Население
| 2002 | 2009 | 2010 |
| ---- | ---- | ---- |
| 142  | ↘136 | ↘131 |

Национальный состав
Согласно переписи 2002 года, преобладающая национальность — русские (43 %).
Согласно переписи 2020 года проживают русские, армяне.

## Географическое положение
Расстояние до:
- районного центра (Раевский): 48 км,
- центра сельсовета (Воздвиженка): 4 км,
- ближайшей железнодорожной станции (Аксеново): 13 км.